# Eos

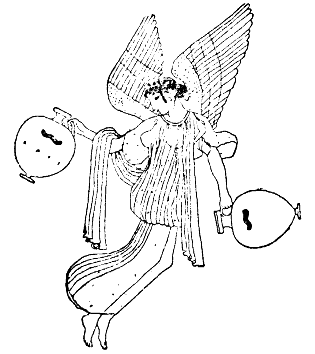
Eos utgjutande morgondaggen i stjärnbesådd skrud. Efter antik vasbild.

Eos är gryningens eller morgonrodnadens gudinna i grekisk mytologi och enligt denna är det hennes tårar som bildar daggen när de faller på jorden. Hon var dotter till titanerna Theia och Hyperion, syster till Selene och Helios. Hennes flörtiga personlighet fick Afrodite att anklaga henne för nymfomani. Eos var gift med Astraios, och tillsammans fick de sönerna tillika vindgudarna Anemoi (Boreas, Euros, Notos och Zefyros), och dottern Astraia. 
Eos misstag var att fatta tycke för Ares och straffet blev att hon var tvungen att nöja sig med Tithonos, en vanlig dödlig. De fick två barn tillsammans, Memnon som dödades i det trojanska kriget av Akilles och Emathion som dödades av Herakles. Eos bad Zeus göra hennes nya man odödlig men hon glömde att be om sin mans eviga ungdom, så han blev bara äldre och äldre, dock fattade de andra gudarna empati för Eos och gjorde Tithonos till en cikada.
Så medan Eos gråter finns det aldrig brist på morgondagg.
Den romerska motsvarigheten till Eos är Aurora.